# Fågelsundet

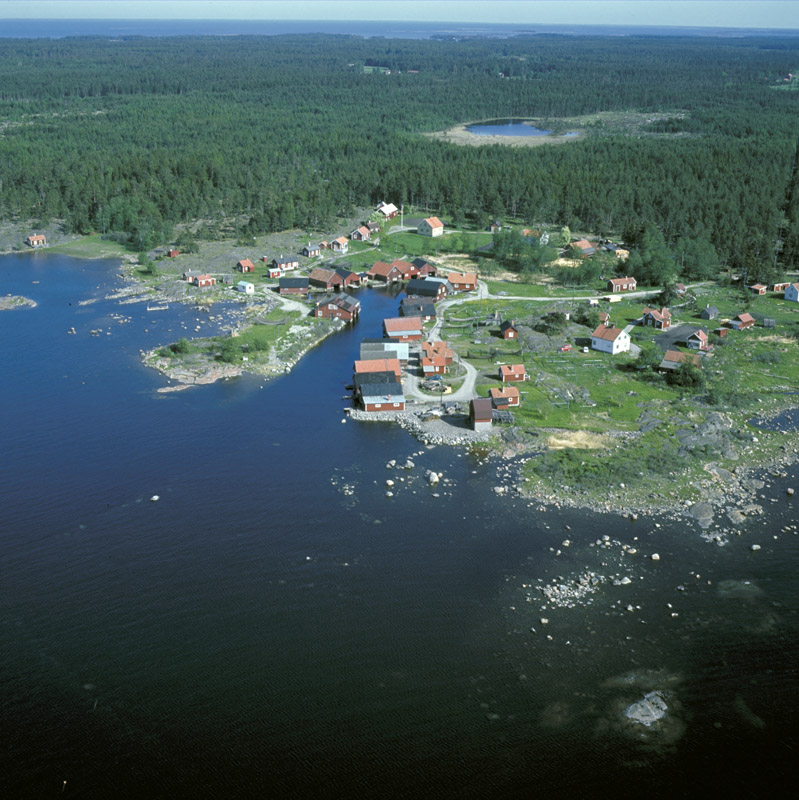
Flygfoto över Fågelsundet från 1966.

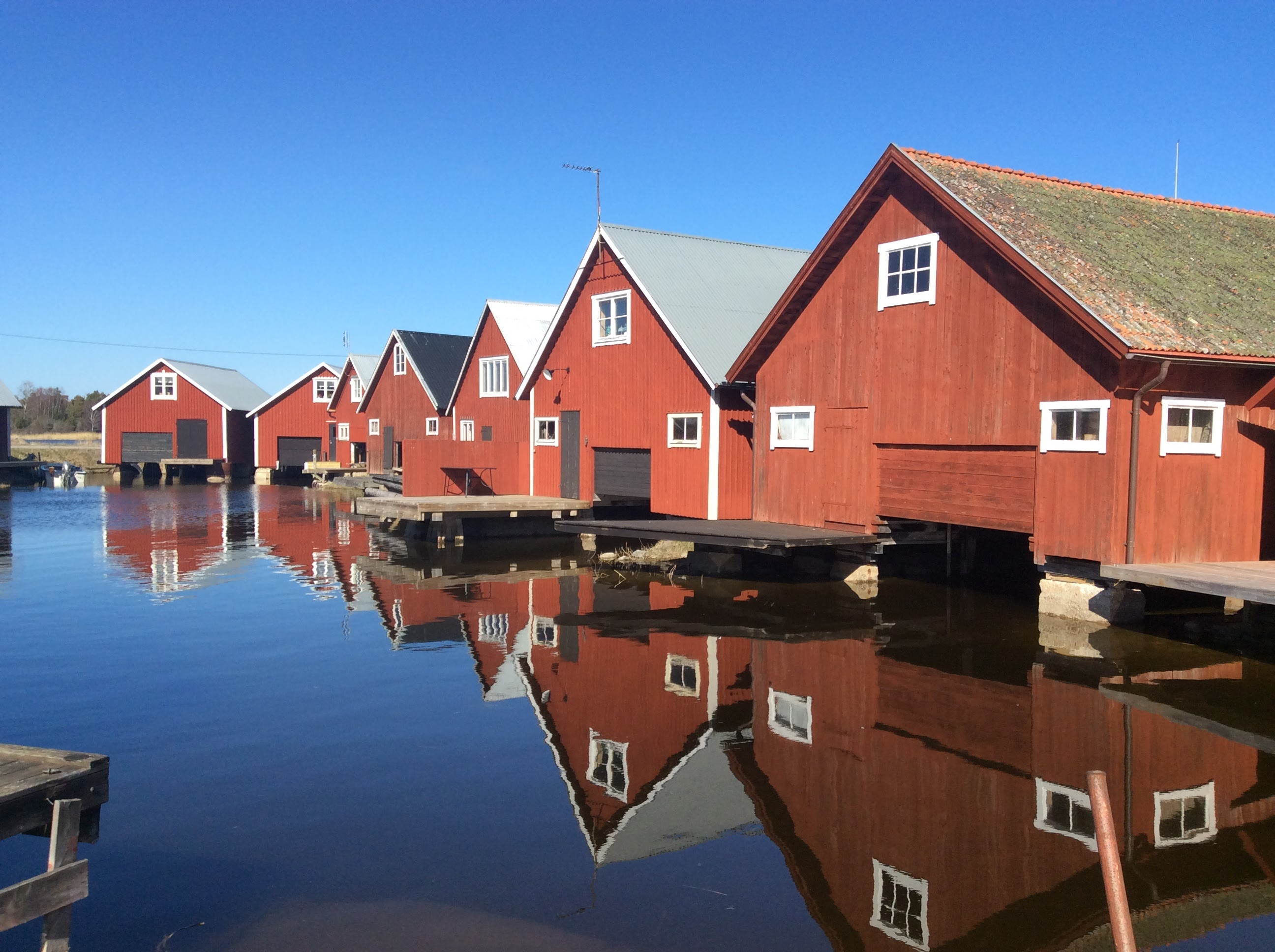

Fågelsundet är ett fiskeläge och ett fritidshusområde i Hållnäs socken i Tierps kommun, Uppsala län, beläget nära Gävlebukten vid Östersjön. När fisket var som intensivast under 1940-talet hade drygt 30 fiskelag Fågelsundet som sin hemmahamn. I dag präglas hamnen av välbevarade knuttimrade fiskebodar samt kokhus. Gästhamnen har 10 platser och båtar med ett maxdjup av 1,7 meter kan angöra.

## Sjöräddningsstation
År 1912 etablerade Svenska Sällskapet för Räddning af Skeppsbrutne (Sjöräddningssällskapet) en räddningsstation i Fågelsundet. Stationen utrustades med Sveriges första motordrivna livräddningsbåt, R.W. Garberg.  Hon var en spetsgattad, 13 meter lång riggad motorbåt, som var utrustad med en tvåcylindrig motor på 30 hk och hade en fart på 8 knop. R.W. Garberg var i tjänst i Fågelsundet till 1946, då den omplacerades till den nyinrättade Räddningsstation Kållandsö i Vänern.
Räddningsstationens hus finns fortfarande kvar.